# Caucete (departamento)
Caucete é um departamento da Argentina, localizado na província de San Juan.